# Moenkhausia

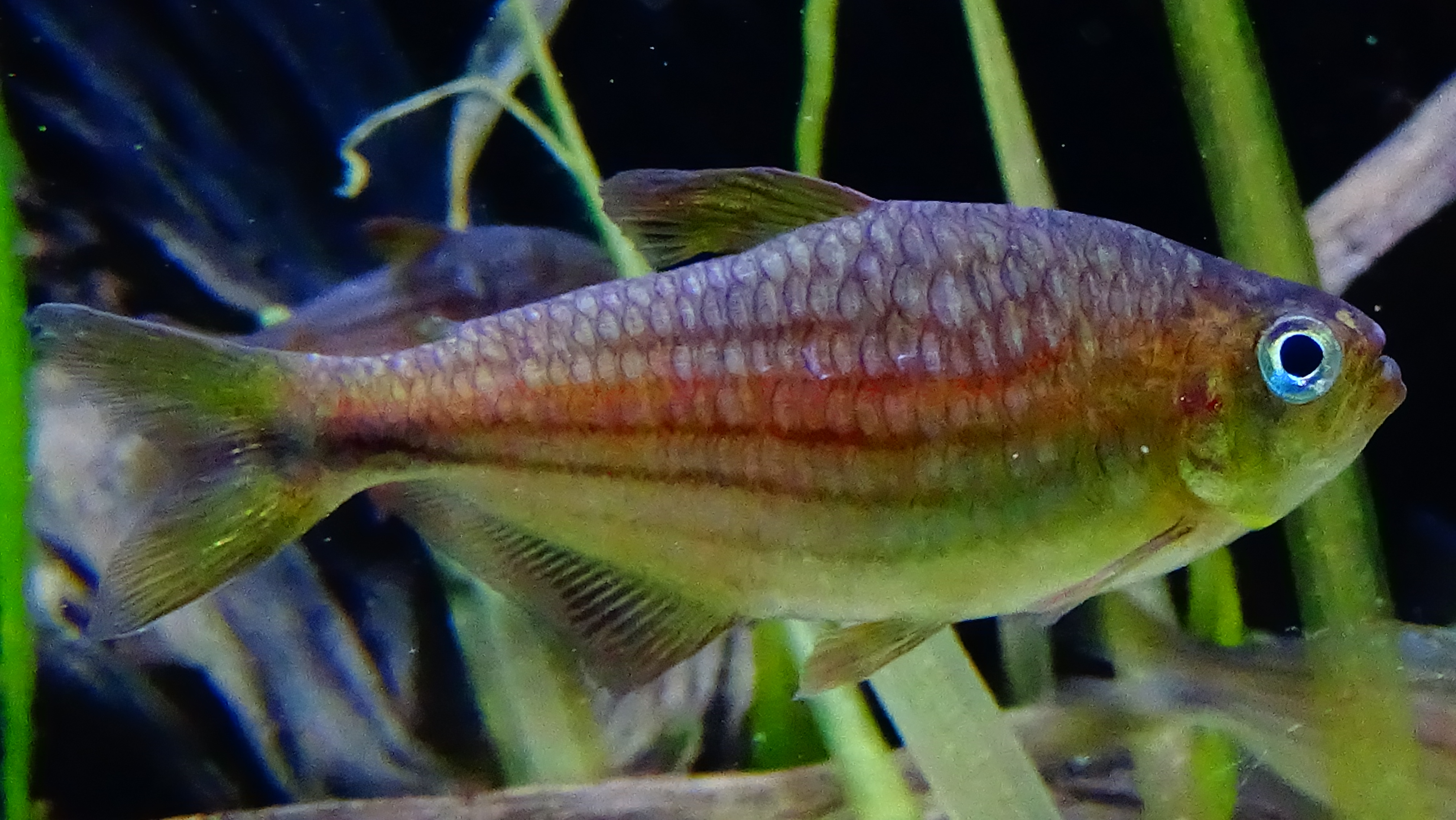
Moenkhausia agnesae

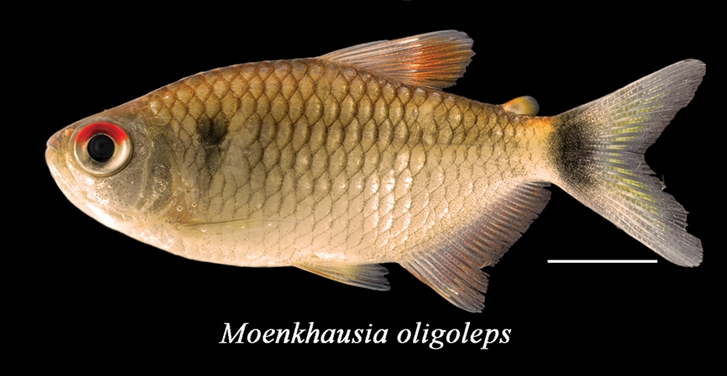
Moenkhausia oligolepis

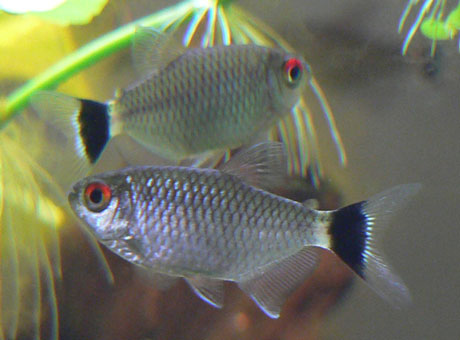
Moenkhausia sanctaefilomenae

A Moenkhausia a sugarasúszójú halak (Actinopterygii) osztályának pontylazacalakúak (Characiformes) rendjébe, ezen belül a pontylazacfélék (Characidae) családjába tartozó nem.

## Tudnivalók
A Moenkhausia-fajok Dél-Amerika édesvizeinek lakói. Sokukat akváriumi halként is tartják. Méretük fajtól függően 3,4-12,1 centiméter között változik.

## Rendszerezés
A nembe az alábbi 82 faj tartozik:
- Moenkhausia affinis Steindachner, 1915
- Moenkhausia agnesae Géry, 1965
- Moenkhausia atahualpiana (Fowler, 1907)
- Moenkhausia aurantia Bertaco, Jerep & Carvalho, 2011
- Moenkhausia australe Eigenmann, 1908
- Moenkhausia barbouri Eigenmann, 1908
- Moenkhausia bonita Benine, Castro & Sabino, 2004
- Moenkhausia britskii Azevedo-Santos & Benine, 2016
- Moenkhausia browni Eigenmann, 1909
- Moenkhausia celibela Marinho & Langeani, 2010
- Moenkhausia ceros Eigenmann, 1908
- Moenkhausia chlorophthalma Sousa, Netto-Ferreira & Birindelli, 2010
- Moenkhausia chrysargyrea (Günther, 1864)
- Moenkhausia collettii (Steindachner, 1882)
- Moenkhausia comma Eigenmann, 1908
- Moenkhausia copei (Steindachner, 1882)
- Moenkhausia cosmops Lima, Britski & Machado, 2007
- Moenkhausia costae (Steindachner, 1907)
- Moenkhausia cotinho Eigenmann, 1908
- Moenkhausia crisnejas Pearson, 1929
- Moenkhausia dasalmas Bertaco, Jerep & Carvalho, 2011
- Moenkhausia diamantina Benine, Castro & Santos, 2007
- Moenkhausia dichroura (Kner, 1858)
- Moenkhausia diktyota Lima & Toledo-Piza, 2001
- Moenkhausia doceana (Steindachner, 1877)
- Moenkhausia dorsinuda Zarske & Géry, 2002
- Moenkhausia eigenmanni Géry, 1964
- Moenkhausia eurystaeni  Marinho, 2010
- Moenkhausia forestii Benine, Mariguela & Oliveira, 2009
- Moenkhausia georgiae Géry, 1965
- Moenkhausia gracilima Eigenmann, 1908
- Moenkhausia grandisquamis (Müller & Troschel, 1845)
- Moenkhausia hasemani Eigenmann, 1917
- Moenkhausia heikoi Géry & Zarske, 2004
- Moenkhausia hemigrammoides Géry, 1965
- Moenkhausia hysterosticta Lucinda, Malabarba & Benine, 2007
- Moenkhausia icae Eigenmann, 1908
- Moenkhausia inrai Géry, 1992
- Moenkhausia intermedia Eigenmann, 1908
- Moenkhausia jamesi Eigenmann, 1908
- Moenkhausia justae Eigenmann, 1908
- Moenkhausia lata Eigenmann, 1908
- Moenkhausia latissima Eigenmann, 1908
- Moenkhausia lepidura (Kner, 1858)
- Moenkhausia levidorsa Benine, 2002
- Moenkhausia lineomaculata Dagosta, Marinho & Benine, 2015
- Moenkhausia lopesi Britski & de Silimon, 2001
- Moenkhausia loweae Géry, 1992
- Moenkhausia margitae Zarske & Géry, 2001
- Moenkhausia megalops (Eigenmann, 1907)
- Moenkhausia melogramma Eigenmann, 1908
- Moenkhausia metae Eigenmann, 1922
- Moenkhausia miangi Steindachner, 1915
- Moenkhausia mikia Marinho & Langeani, 2010
- Moenkhausia moisae Géry, Planquette & Le Bail, 1995
- Moenkhausia mutum Dagosta & Marinho, 2016
- Moenkhausia naponis Böhlke, 1958
- Moenkhausia newtoni Travassos, 1964
- Moenkhausia nigromarginata Costa, 1994
- Moenkhausia oligolepis (Günther, 1864)
- Moenkhausia orteguasae Fowler, 1943
- Moenkhausia ovalis (Günther, 1868)
- Moenkhausia pankilopteryx Bertaco & Lucinda, 2006
- Moenkhausia parecis Ohara & Marinho, 2016
- Moenkhausia petymbuaba Lima & Birindelli, 2006
- Moenkhausia phaeonota Fink, 1979
- Moenkhausia pirauba Zanata, Birindelli & Moreira, 2010
- gyémántlazac (Moenkhausia pittieri) Eigenmann, 1920
- Moenkhausia plumbea Sousa, Netto-Ferreira & Birindelli, 2010
- Moenkhausia pyrophthalma Costa, 1994
- Moenkhausia robertsi Géry, 1964
- Moenkhausia rubra Pastana & Dagosta, 2014
- Moenkhausia sanctaefilomenae (Steindachner, 1907)
- Moenkhausia schultzi Fernández-Yépez, 1950
- Moenkhausia shideleri Eigenmann, 1909
- Moenkhausia simulata (Eigenmann, 1924)
- Moenkhausia surinamensis Géry, 1965
- Moenkhausia takasei Géry, 1964
- Moenkhausia tergimacula Lucena & Lucena, 1999
- Moenkhausia tridentata Holly, 1929
- Moenkhausia venerei Petrolli, Azevedo-Santos & Benine, 2016
- Moenkhausia xinguensis (Steindachner, 1882) - típusfaj